# Ericeia fraterna
Ericeia fraterna là một loài bướm đêm trong họ Erebidae.